# Dzintars Ābiķis
Dzintars Ābiķis (ur. 3 czerwca 1952 w Windawie) – łotewski nauczyciel i polityk, od 1990 parlamentarzysta krajowy.

## Życiorys
Po ukończeniu szkoły średniej w Windawie kształcił się na Wydziale Geografii Łotewskiego Uniwersytetu Państwowego, po czym pracował jako nauczyciel geografii w ryskich szkołach. Specjalizował się w geografii gospodarczej. Był autorem podręcznika Latvijas PSR fiziskā ģeogrāfija.
W 1988 zaangażował się w działalność w Łotewskim Froncie Ludowym, z ramienia którego został wybrany posłem do Rady Najwyższej Łotewskiej SRR w 20 ryskim okręgu terytorialnym w wyborach w 1990. Był sekretarzem Komisji Oświaty, Nauki i Kultury. Opowiedział się za niepodległością kraju od Związku Sowieckiego. W latach 1990–1992 należał do Łotewskiej Partii Zielonych, zaś w czerwcu 1993 został członkiem założycielem Łotewskiej Drogi. Był wybierany w skład Sejmów V, VI kadencji z ramienia LC, następnie zaś do Sejmów VII, VIII i IX kadencji z rekomendacji Partii Ludowej, której był członkiem założycielem. W Sejmie VI i VII kadencji pełnił funkcję przewodniczącego Komisji Kultury, Oświaty i Nauki (1995–2002), zaś w Sejmie VIII i IX kadencji przewodniczącego Podkomisji ds. Sportu (2002–2010). We wrześniu 2009 został wykluczony z Partii Ludowej za głosowanie niezgodne z linią partyjną w sprawie podatku od nieruchomości, zaś w listopadzie tego roku przyjęty w szeregi Stowarzyszenia na rzecz Innej Polityki, z ramienia którego uzyskał reelekcję do Sejmu w wyborach w 2010. W wyborach w 2011 ponownie wybrany do parlamentu.
Jest parlamentarzystą najdłużej sprawującym swój mandat od uzyskania przez Łotwę niepodległości w 1990. Odznaczony m.in. Orderem Trzech Gwiazd.